# Smithornis
Smithornis és un gènere d'ocells de la família dels caliptomènids (Calyptomenidae). Antany era considerat a la família dels eurilàimids.

## Fisiologia
Les espècies del gènere Smithornis no tenen la capacitat vocal que tenen molts altres ocells. Això es deu a l'anatomia muscular de l'òrgan vocal principal, la siringe. El múscul A1 s'eixampla en forma de martell i es veu que A2 és oblic. No tenen pessulus, que divideix les membranes timpaniformes i produeix el cant en altres espècies d'ocells. També els manquen músculs intrínsecs de la siringe que es contrauen al canviar de melodia.

## Comportament
Els Smithornis són coneguts per la rara capacitat de fer so amb les ales. El comportament típic inclou un breu vol circular d'anada i tornada a la perxa, la vibració de les ales produeix el so. Aquest comportament es veu habitualment a primera hora del matí i al vespre. El comportament pot estar relacionat amb el festeig; quan hi ha femelles, el mascle produeix el so i mostra una taca blanca a l'esquena. El so el fan totes les espècies de Smithornis; a S. capensis els dos sexes realitzen el comportament, però a S. rufolateralis només ho fa el mascle.
Una observació va implicar dos individus de S. capensis en els quals un individu va moure les ales fent el so, mentre que un altre estava a prop. Aleshores es van alternar, fent torns realitzant la conducta. El comportament no semblava ser agressiu i es pensava que era una exhibició de festeig.
Abans es suposava que el so era produït per les llargues plomes cobertores majors exteriors 9a i 10a. Un estudi recent va provar la hipòtesi utilitzant enregistraments de vídeo i àudio d'alta velocitat, que indicaven que les cobertores 6 i 7 produïen realment el so.

## Taxonomia
El nom del gènere fa honor al cirurgià escocès, zoòleg, etnòleg i explorador a Sud-àfrica Sir Andrew Smith (1797–1872) i l'epítet del grec antic «ορνις ornis, ορνιθος ornitho» que significa “ocell”.
Abans de 1914 aquest gènere es va classificar a la família dels papamosques del Vell Món, Muscicapidae, a causa de certes similituds.
Tot i que durant molt de temps s'ha considerat que formaven part de la família dels Eurylaimidae més amplia i inclusiva, estudis moleculars recents han demostrat que les relacions són molt més complexes. El primer estudi recent (Fjeldså et al. 2003) va situar un clade format per Caliptomènids i Sapayoa com a germà dels Pittidae, i la resta de becgrocs com a german d'aquest grup major. Moyle et al. (2006a) van trobar, en canvi, els Caliptomènids en una politomia amb dos grups: la resta del grup de les becamples/asiti/sapayoa, i els Pittidae. Irestedt et al. (2006a) va suggerir una solució d'aquesta politomia amb els Caliptomènids germans dels Sapayoa, aquestes preses en conjunt germanes de la resta del grup becamples/asiti, i després totes aquestes preses en conjunt germanes de Pittidae. Les diferents autoritats taxonòmiques tendeixen a adoptar aquesta ordenació resolta d'Irestedt et al. Tanmateix, Les relacions en l'àmbit d'espècie dels Calyptomenidae encara no estan ben resoltes, encara que totes les anàlisis suggereixen que els dos gèneres constituents són cadascun monofilètic i taxons germans (Irestedt et al. 2006a, Moyle et al. 2006a).
Segons la Classificació del Congrés Ornitològic Internacional (versió 14.2, 20240) aquest gènere està format per tres espècies:
- becample de capell - (Smithornis capensis)
- becample capnegre - (Smithornis rufolateralis).
- becample capgrís - (Smithornis sharpei).